# Cody Parkey
Cody Parkey (Jupiter, 19 febbraio 1992) è un giocatore di football americano statunitense che milita nel ruolo di placekicker per i Cleveland Browns della National Football League (NFL). Al college ha giocato a football ad Auburn.

## Carriera professionistica

### Philadelphia Eagles
Dopo non essere stato scelto nel Draft NFL 2014, Parkey firmò con gli Indianapolis Colts. Fu scambiato coi Philadelphia Eagles per David Fluellen il 20 agosto 2014, superando Alex Henery per il ruolo di kicker della squadra dopo avere segnato due field goal da 54 e 53 yard contro i New York Jets nell'ultima partita della pre-stagione. Nella settimana 2 segnò da 36 yard il field goal della vittoria mentre il tempo stava scadendo contro i Colts nel Monday Night Football. Nella settimana 12 segnò il suo quarto field goal da almeno 50 yard contro i Tennessee Titans, stabilendo un nuovo record di franchigia per gli Eagles. La sua stagione si chiuse stabilendo un nuovo record NFL per punti segnati da un rookie, 150, battendo il primato di Kevin Butler dei Chicago Bears che resisteva dal 1985. Il 18 gennaio 2015 fu convocato per il Pro Bowl al posto di Stephen Gostkowski, impegnato nel Super Bowl XLIX.
Il 28 settembre 2015, Parkey fu inserito in lista infortunati per un problema all'inguine. Il 3 settembre 2016 fu svincolato.

### Cleveland Browns
Il 24 settembre 2016, Parkey firmò con i Cleveland Browns. Il giorno successivo nella gara contro i Miami Dolphins sbagliò tre field goal, incluso quello da 46 yard della potenziale vittoria nei secondi finali. Il 2 settembre 2017 fu svincolato.

### Miami Dolphins
Il 3 settembre 2017, Parkey firmò con i Miami Dolphins. Dopo l'infortunio di Caleb Sturgis divenne il kicker principale della squadra nel secondo turno, venendo subito premiato come miglior giocatore degli special team della AFC della settimana dopo avere segnato 4 field goal, incluso quello da 54 yard a un minuto dal termine che chiuse la partita.

### Chicago Bears

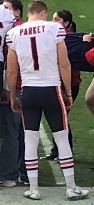
Parkey contro i San Francisco 49ers nel 2018

Il 14 marzo 2018, Parkey firmò un contratto quadriennale con i Chicago Bears. Nella gara di playoff contro i Philadelphia Eagles, con i Bears in svantaggio per 16–15, Parkey ebbe la possibilità di vincere la partita con un field goal da 43 yard. La palla sbatté però prima contro un palo e poi contro il sostegno inferiore, uscendo. I filmati in seguito dimostrarono che il pallone era stato deviato dal defensive tackle avversario Treyvon Hester, cambiandone la traiettoria. La NFL classificò ufficialmente la giocata come un field goal bloccato.

## Palmarès
- Convocazioni al Pro Bowl: 1

2014
- PFWA All-Rookie Team - 2014